# Vineland (Kolorado)
Vineland – jednostka osadnicza w Stanach Zjednoczonych, w stanie Kolorado, w hrabstwie Pueblo.